# Maria by Callas
Pour plus de détails, voir Fiche technique et Distribution.
Maria by Callas est un documentaire français sur Maria Callas réalisé par Tom Volf, sorti en 2017.

## Synopsis
"Il y a deux personnes en moi, Maria et La Callas…"
Artiste en quête d'absolu devenue icône planétaire, femme amoureuse au destin hors du commun,  Maria by Callas est le récit d’une vie exceptionnelle à la première personne. Callas dévoile Maria, et révèle une personnalité aussi enflammée que vulnérable. Un moment d'intimité auprès d'une légende et toute l'émotion de cette voix unique au monde.

## Fiche technique
- Titre : Maria by Callas
- Réalisation : Tom Volf
- Montage : Janice Jones
- Production : Thierry Bizot, Emmanuel Chain, Gaël Leiblang, Emmanuelle Lepers et Tom Volf
- Société de production : Elephant Doc, Petit Dragon, Unbeldi Productions, France 3 Cinéma et Ciné+
- Société de distribution : Haut et Court (France) et Sony Pictures Classics (États-Unis)
- Pays :  France
- Genre : documentaire
- Durée : 119 minutes
- Dates de sortie : 
  -  États-Unis : 18 décembre 2017
  -  France : 2 novembre 2018

## Distribution
- Fanny Ardant : la narratrice

## Accueil
Le film a été bien accueilli par la presse spécialisée. Pierre Vavasseur pour Le Parisien décrit le film comme « un beau cadeau fait aux amateurs de chant lyrique ». 